# Vojňany
Vojňany (bis 1948 slowakisch „Krig“; deutsch Kreig, ungarisch Krig) ist eine Gemeinde im Norden der Slowakei mit 318 Einwohnern (31. Dezember 2024). Sie gehört zum Okres Kežmarok, einem Teil des Prešovský kraj und wird zur traditionellen Landschaft Zips gezählt.

## Geographie

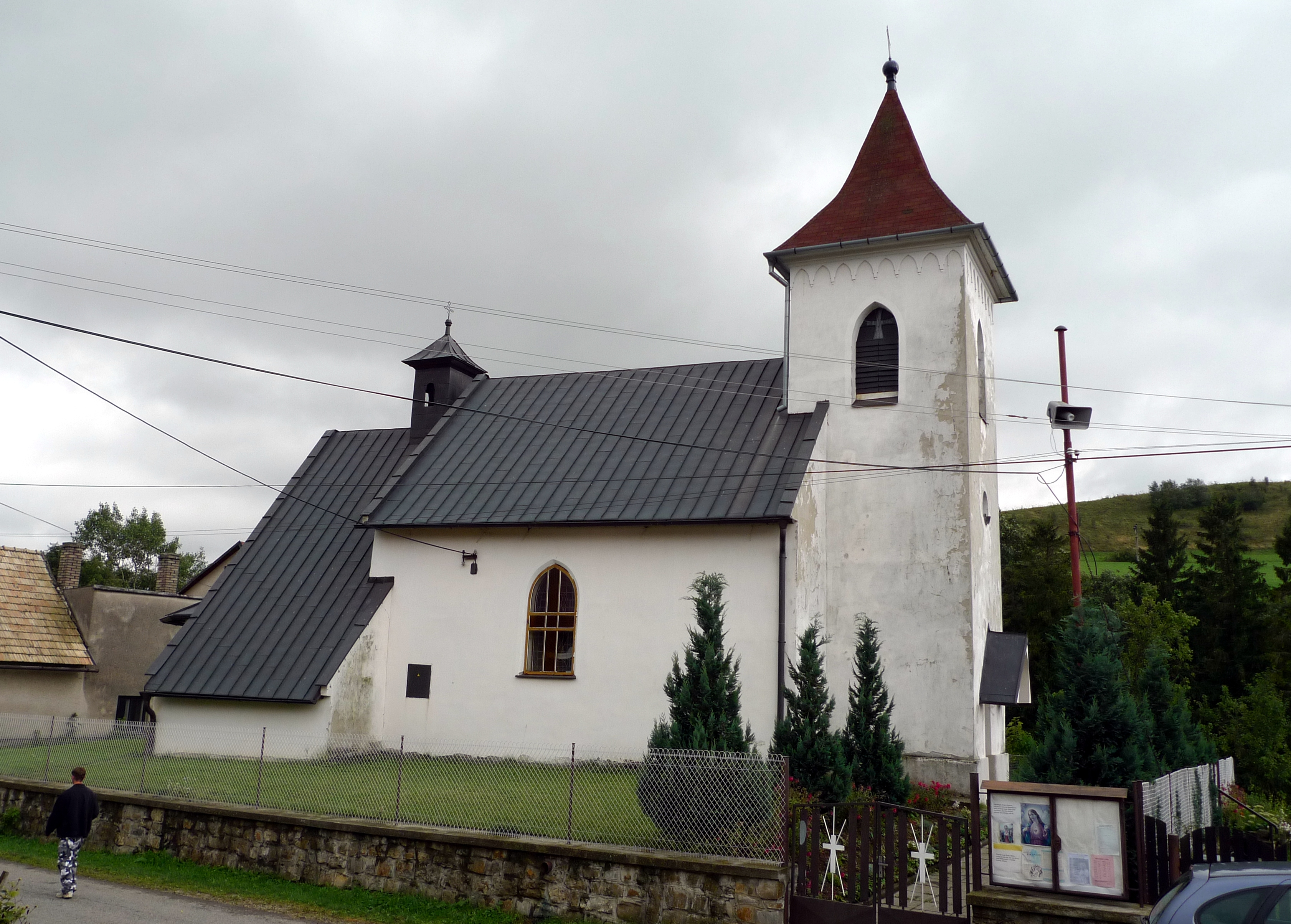
Römisch-katholische Kirche in Vojňany

Die Gemeinde befindet sich am nordöstlichen Ende des Talkessels Podtatranská kotlina unterhalb der Zipser Magura. Der örtliche „Hausberg“ ist der Berg Vojnianska hora (931 m n.m.). Durch den Ort fließt der Bach Vojniansky potok und es befindet sich hier eine Mineralquelle namens Kvašná voda. Das Ortszentrum liegt auf einer Höhe von 668 m n.m. und ist zehn Kilometer von Spišská Belá sowie 17 Kilometer von Kežmarok entfernt.

## Geschichte
Der Ort wurde im 13. Jahrhundert vom Zipser Geschlecht Görgey  als slawisches Dorf gegründet und wurde zum ersten Mal 1296 als Kyrig schriftlich erwähnt. Zum Ende des 13. Jahrhunderts ließen sich deutsche Kolonisten im Dorf nieder. Der vom Deutschen abgeleitete Name Krig war bis 1948 die offizielle Bezeichnung des Dorfes, obwohl die deutsche Bevölkerung im Laufe der Zeit durch slowakische ersetzt wurde.
1828 sind 47 Häuser und 342 Einwohner verzeichnet, die überwiegend in Landwirtschaft beschäftigt waren.
Bis 1918 gehörte der im Komitat Zips liegende Ort zum Königreich Ungarn und kam danach zur Tschechoslowakei bzw. heute Slowakei.

## Bevölkerung
| Jahr                | 1994 | 2004     | 2014     | 2024    |
| ------------------- | ---- | -------- | -------- | ------- |
| Anzahl der Personen | 221  | 265      | 292      | 318     |
| Unterschied         |      | +19,90 % | +10,18 % | +8,90 % |

| Jahr                | 2023 | 2024    |
| ------------------- | ---- | ------- |
| Anzahl der Personen | 317  | 318     |
| Unterschied         |      | +0,31 % |

Ergebnisse nach der Volkszählung 2001 (248 Einwohner):
| Nach Ethnie: - 99,60 % Slowaken - 0,40 % Tschechen | Nach Konfession: - 61,29 % römisch-katholisch - 27,82 % evangelisch - 0,40 % griechisch-katholisch - 0,40 % konfessionslos |

## Sehenswürdigkeiten
- römisch-katholische Kirche der heiligen Katharina von Alexandrien im gotischen Stil aus dem 14. Jahrhundert; das Innere ist barock gestaltet, die Fragmente der zwei gotischen Altäre befinden sich heute in der Slowakischen Nationalgalerie in Bratislava
- evangelische Kirche aus dem Jahr 1871, eher als einfaches Bethaus gestaltet